# Wilhelm Kraut (Vater)
Wilhelm Kraut (* 9. Mai 1875 in Enzweihingen; † 26. September 1957 in Balingen) war ein deutscher Unternehmer. Er war Inhaber der Waagenfabrik Bizerba.

## Werdegang
Kraut kam als Sohn des Flaschners Adam Kraut und der Maria Margaretha Friederike Kraut zur Welt. Er wurde zunächst von seinem Vater, der in Vaihingen niedergelassen war, zum Klempner ausgebildet. In Kursen bildete er sich in den Fächern Geometrie, Zeichnen und Buchführung weiter und war ein Jahr als Bauzeichner in Vaihingen tätig. Bei Siemens & Halske ließ er sich dann zum Elektrotechniker ausbilden, fand Verwendung beim Bau eines Elektrizitätswerks in Vaihingen und wurde im Alter von 18 Jahren dessen provisorischer Leiter. 1898 wurde ihm die technische Leitung eines Elektrizitätswerks in Nürtingen übertragen. Die Position des Leiters eines Elektrizitätswerks führte ihn schließlich nach Balingen, wo fortan sein Lebensmittelpunkt blieb.
Dort lernte er Anna Bizer (1881–1934), Tochter des Waagenbauers Andreas Bizer, kennen. Beide heirateten 1905, aus der Ehe gingen drei Söhne und eine Tochter hervor. 1906 erwarb Kraut für den Betrag von 26.000 Mark die Werkstatt seines Schwiegervaters. In den folgenden Jahren baute er die Waagenfabrikation aus und war mit seiner Firma zudem auf dem Gebiet der Elektromontage tätig. Nach Ende des Ersten Weltkriegs spezialisierte er sich auf die Waagenproduktion. Nach schwerer Krankheit Anfang 1923 holte er seinen erst 17-jährigen Sohn Wilhelm in die Leitung der Firma. Mit innovativen Entwicklungen führten beide das Unternehmen bis 1928 zum größten Waagenhersteller im Deutschen Reich. Nach dem Zweiten Weltkrieg entwickelte sich Bizerba auch zu einem international führenden Unternehmen.
Neben seiner unternehmerischen Tätigkeit trug Kraut eine bedeutende Sammlung historischer Waagen zusammen, die heute im Waagenmuseum im Zollernschloss Balingen ausgestellt ist.

## Ehrungen
- 1952: Verdienstkreuz (Steckkreuz) der Bundesrepublik Deutschland
- 1952: Ehrenbürger der Stadt Meßkirch
- 1952: Ehrenbürger der Stadt Balingen[2]
- 1955: Verleihung des Professorentitels durch die baden-württembergische Landesregierung
- 1955: Großes Verdienstkreuz der Bundesrepublik Deutschland
- 1957: Wilhelm-Kraut-Straße in Balingen, Sitz von Bizerba, früher Schömberger Straße[3]